# 布卢门达尔
布卢门达尔（荷蘭語：[ˈblumə(n)daːl] ⓘ）是荷蘭的一個市镇和城市，位於北荷蘭省。布卢门达尔和瓦瑟納爾並列為荷蘭最富裕的地區之一。

## 外部連結
- 维基共享资源上的相關多媒體資源：布卢门达尔
- Official website （页面存档备份，存于）
- Tourist Info about Bloemendaal （页面存档备份，存于）